# Polícia Militar de Mato Grosso do Sul
A Polícia Militar de Mato Grosso do Sul (PMMS) tem por função primordial o policiamento ostensivo e a preservação da ordem pública no Estado de Mato Grosso do Sul. Ela é Força Auxiliar e Reserva do Exército Brasileiro, e integra o Sistema de Segurança Pública e Defesa Social do Brasil.
Seus integrantes são denominados Militares dos Estados, assim como os membros do Corpo de Bombeiros Militar do Estado de Mato Grosso do Sul.

## Surgimento das Polícias Militares
O surgimento das polícias militares brasileiras deu-se em Minas Gerais, onde já havia uma estrutura de força militar com funções semelhantes às de policiamento e controle social desde o período colonial. Em 1775, uma reorganização militar na capitania, com a criação do Regimento Regular de Cavalaria de Minas (RRCM), que é a célula Mater da Polícia Militar de Minas Gerias (PMMG), resultou na substituição dos antigos terços por corpos auxiliares organizados em regimentos. Esse novo corpo atuava em atividades internas como patrulhamento e repressão, sendo empregado principalmente na proteção do escoamento do ouro pelas estradas reais até o litoral brasileiro e na preservação da ordem pública na capitania de Minas Gerais. Assim, marcando essa organização militar como uma das mais antigas expressões de força policial estruturada no Brasil. A legislação imperial registra, ainda, a criação de outros corpos policiais nas províncias, como em 1809 no Rio de Janeiro, 1818 no Pará, em 1820 no Maranhão, em 1825 na Bahia, em Pernambuco, e em 1834 no Espírito Santo.

## História
A PMMS foi criada em 5 de setembro de 1835, com a denominação de Homens do Mato.
Recebeu a atual designação de Polícia Militar, em 1947.
Com o desmembramento do Estado em 1977, passou a denominar-se Polícia Militar do Estado de Mato Grosso do Sul.
A Polícia Militar é o órgão constitucionalmente encarregado das missões de preservação da ordem pública e o policiamento ostensivo em todo o Estado de Mato Grosso do Sul, cujo território possui uma área de 358.158,7 km², com uma população estimada em 2.713.147 de habitantes, e uma faixa de fronteira com 1.517 km de extensão, sendo 1.131 km com o Paraguai e 386 km com a Bolívia.
Para o cumprimento de sua missão constitucional, a PMMS está estruturada em órgãos de Direção Geral, Direção Setorial, Apoio e órgãos de Execução.
Os órgãos de Direção realizam o comando e a Administração da Corporação, competindo-lhe o planejamento em geral com vistas à organização, às necessidades em pessoal e em material e ao seu emprego no cumprimento das suas missões.
Os órgãos de Apoio realizam as atividades meio da Corporação, atendendo às necessidades de pessoal e de material, indispensáveis ao cumprimento de sua atividade fim, atuando em cumprimento às diretrizes e ordens emanadas dos órgãos de Direção.

Os órgãos de Execução, são constituídos pelas Unidades Operacionais e realizam as atividades fim da Corporação. Esses órgãos cumprem com a sua destinação legal, executando as diretrizes e ordens emanadas dos órgãos de Direção e são apoiados em suas necessidades de recursos humanos, materiais e serviços pelos órgãos de apoio.